# Nosshult
Nosshult är en bebyggelse strax öster om Vimmerby i Vimmerby distrikt i Vimmerby kommun, Kalmar län. SCB avgränsar här från 2023 en småort.